# Natrijeve anorganske spojine
Natrij je alkalna kovina, kar pomeni, da je nestabilen in je tudi njegovih spojin manj kot pri nekaterih drugih elementih. Na spodnjem seznamu je podanih 10 njegovih spojin, ki so bile doslej odkrite.

## Seznam
- Natrijev bikarbonat-NaHCO3,
- Natrijev bromid-NaBr,
- Natrijev ferocianid-Na4Fe(CN)6,
- Natrijev fluorid-NaF,
- Natrijev hidroksid-NaOH,
- Natrijev jodid-NaI,
- Natrijev karbonat-Na2CO3,
- Natrijev klorid-NaCl,
- Natrijev oksid-Na2O,
- Natrijev sulfat-Na2SO4,